# Drewniane cerkwie Marmaroszu

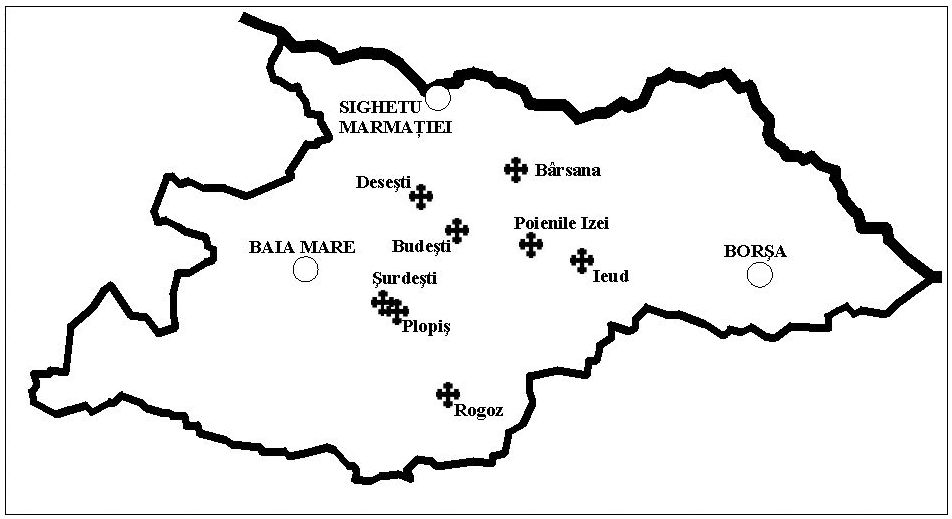
Rozmieszczenie cerkwi wpisanych na listę UNESCO na tle granic okręgu Marmarosz

Drewniane cerkwie Marmaroszu – grupa unikatowych, drewnianych cerkwi, położonych w północnej Rumunii, w regionie Marmarosz (Maramuresz).
W 1999 roku osiem z nich, pochodzących z XVII i XVIII w., zostało wpisanych na listę światowego dziedzictwa UNESCO.

## Cerkwie
Cerkwie wpisane na listę UNESCO:
- cerkiew Wprowadzenia Matki Bożej do Świątyni w Bârsanie z 1720 roku 47°49′15″N 24°03′21″E/47,820833 24,055833[1]
- cerkiew św. Mikołaja w Budești z 1643 roku 47°43′26″N 23°58′43″E/47,723889 23,978611[1]
- cerkiew pod wezwaniem św. Paraskewy w Desești z 1770 r. 47°43′26″N 23°57′00″E/47,723889 23,950000
- cerkiew Narodzenia Matki Bożej (din Vale, czyli „w dolinie”) w Ieud z 1717 r. 47°40′37″N 24°14′18″E/47,676944 24,238333
- cerkiew pod wezwaniem Świętych Archaniołów w Plopiș z 1796/1798 r. 47°35′30″N 23°36′16″E/47,591667 23,604444
- cerkiew pod wezwaniem św. Paraskewy w Poienile Izei z 1604 r. 47°41′56″N 24°06′54″E/47,698889 24,115000
- cerkiew pod wezwaniem Świętych Archaniołów w Rogoz z 1663 r. 47°28′12″N 23°55′42″E/47,470000 23,928333
- cerkiew pod wezwaniem Świętych Archaniołów w Șurdești z 1721 r. 47°36′24″N 23°45′24″E/47,606667 23,756667

## Historia
Górzysty Marmarosz przez całą swoją historię był krajem trudno dostępnym, odizolowanym od reszty świata i pełniącym rolę peryferyjną. Z tego też powodu do regionów wiejskich tej krainy architektura murowana docierała bardzo rzadko. Być może z tego powodu budowniczowie drewnianych cerkwi i innych budowli (region słynie m.in. także z pięknie rzeźbionych bram) osiągnęli w swoim fachu poziom mistrzowski, pozostawiając po sobie arcydzieła ciesielstwa.
Cerkwie tutejsze budowano już od wieków, jednak z uwagi na materiał, z którego je wykonano, często ulegały one zniszczeniu (ostatni najazd tatarski nawiedził ten region na początku XVIII w.). Z tego też powodu zachowane do dzisiaj najstarsze cerkwie pochodzą z XVII stulecia, choć znane są nawet czternastowieczne pisemne wzmianki o tutejszych cerkwiach.
Ludność regionu przez wieki pozostawała prawosławna; nacisk Kościoła katolickiego od momentu przejęcia władzy przez Habsburgów austriackich (pod koniec XVII w.) spowodował jednak szybkie przejście tutejszej ludności do Kościoła greckokatolickiego (na mocy unii w Mukaczewie w 1713 r.), przy zachowaniu niezmienionej obrzędowości. Zlikwidowano wówczas wiele monastyrów, których cerkwie niekiedy przenoszono do centrum wsi. Kościół unicki mocno ucierpiał za rządów komunistycznych w powojennej Rumunii. Już w 1948 r. część duchownych unickich zmuszono do odwołania unii, pozostałych działających nielegalnie prześladowano. Kościół unicki na powrót zalegalizowano dopiero w 1990 r., podjął wówczas starania o odzyskanie odebranego po II wojnie światowej majątku, które zaowocowały licznymi sporami z Cerkwią prawosławną, toczącymi się do dzisiaj.
Cerkwie marmaroskie często są dzisiaj traktowane jako wyznacznik narodowego stylu architektonicznego Rumunii. Decyduje o tym ich wiejski charakter, brak naleciałości architektury bizantyńskiej (widoczny wpływ gotyku bywa natomiast często bagatelizowany), w związku z czym ich architekturę traktuje się jako „autentyczną” architekturę miejscową, nierozerwalnie związaną z duchem tutejszej ludności, która jest postrzegana jako strażnik narodowych wartości. Tendencja ta zaowocowała pod koniec XX w. m.in. budową szeregu cerkwi w stylu marmaroskim w Bukareszcie i innych miejscach kraju, a także budową nowych, zakrojonych na szeroką skalę założeń monastycznych w samym Marmaroszu.

## Architektura
Architektura drewnianych cerkwi marmaroskich nawiązuje zarówno do wzorców cerkiewnych innych terytoriów rumuńskich, jak i do kościołów katolickich. Plan cerkwi, nawiązujący do architektury Zachodu, zazwyczaj jest dwudzielny, złożony z dwóch prostokątów: od wschodu mniejszego (często zamkniętego trójdzielnie – tworząc w ten sposób formę apsydy), który mieścił sanktuarium (odpowiednik katolickiego prezbiterium), oraz od zachodu większego (szerszego, wydłużonego, odpowiednika zachodniego korpusu nawowego), wewnętrznie jednak podzielonego już zgodnie z prawosławnymi wzorami ścianą z przejściami na nawę i przednawie, pełniące funkcję babińca (podział ten nie jest zaznaczony na zewnątrz budynku). Typowy dla cerkwi marmaroskich jest też dostawiany do fasady zachodniej przedsionek (zwany tu pridvor) o charakterze podcieniowym, często piętrowy. Wnętrza świątyni pokryte są fałszywymi sklepieniami, a przednawia – stropami. Sanktuarium oddziela od reszty świątyni ikonostas.
Cerkwie charakteryzują się wysokimi dachami, jednokalenicowymi, zwykle czterospadowymi, wspólnymi dla całego obiektu, lub podzielonymi na dwie części (oddzielny dach dla sanktuarium), krytymi kilkoma (nawet sześcioma) warstwami gontu o specyficznej, lokalnej formie. Świątynie zwieńczone są wysokimi (najwyższa, w Șurdești, ma 54 m wysokości), smukłymi wieżami, które wznoszą się nad piętrowym przedsionkiem, a jeśli przedsionka nie ma lub nie jest on piętrowy – nad przednawiem. W architekturze wież wyraźnie widać wpływy gotyku (występujące niekiedy małe, smukłe wieżyczki otaczające centralną iglicę trochę przypominają hełm wieży kościoła mariackiego w Krakowie). Inne elementy cerkwi przywodzą skojarzenia z architekturą drewnianą Małopolski (można tu mówić o wspólnych, karpackich wzorcach) – np. zwężenie zrębu ścian na pewnej wysokości uskokiem, przykrytym z zewnątrz daszkiem pulpitowym na całym obwodzie świątyni lub danym jej segmencie. Cerkwie w Marmaroszu wyróżnia to, że ich wieże są integralnie związane z przednawiem lub przedsionkiem, podczas gdy wieże cerkwi budowanych bardziej na zachód Karpat, mimo tworzenia jednej sylwetki ze świątynią, posiadają odrębną konstrukcję.
Na budowę cerkwi używano drewna dębowego, jodłowego czy sosnowego. Belki układano w konstrukcję zrębową, podobnie jak w przypadku innych budowli tego regionu. Niekiedy do budowli cerkwi nie używano nawet gwoździ.

## Wystrój
Cerkwie zdobione są w dwojaki sposób. Pierwszą formą zdobnictwa są ornamenty ciesielskie, obecne na ich ścianach (zarówno wewnątrz, jak i zewnątrz). Stosowane tu symbole mają nie tylko wyraz chrześcijański, lecz nawiązują też często do symboliki związanej z dawnymi kultami pogańskimi, których ślady do dziś można odnaleźć w lokalnej tradycji. Drugą popularną formą dekoracji są polichromie wnętrz cerkiewnych, obecne na ikonostasach, stropach czy ścianach. W cerkwiach wpisanych na listę UNESCO powstawały one w XVIII i XIX w. Wykonywano je bądź na płótnie przyklejonym do drewna, bądź na samym drewnie, odpowiednio zagruntowanym z wypełnionymi szparami między deskami. Malowidła przedstawiają sceny biblijne, które pełnią funkcję moralizatorską. Niekiedy zawierają aluzje do ówczesnej sytuacji politycznej (warto zwrócić uwagę na postaci potępionych w scenach Sądu Ostatecznego, często obecnego w przednawiu).

## Galeria

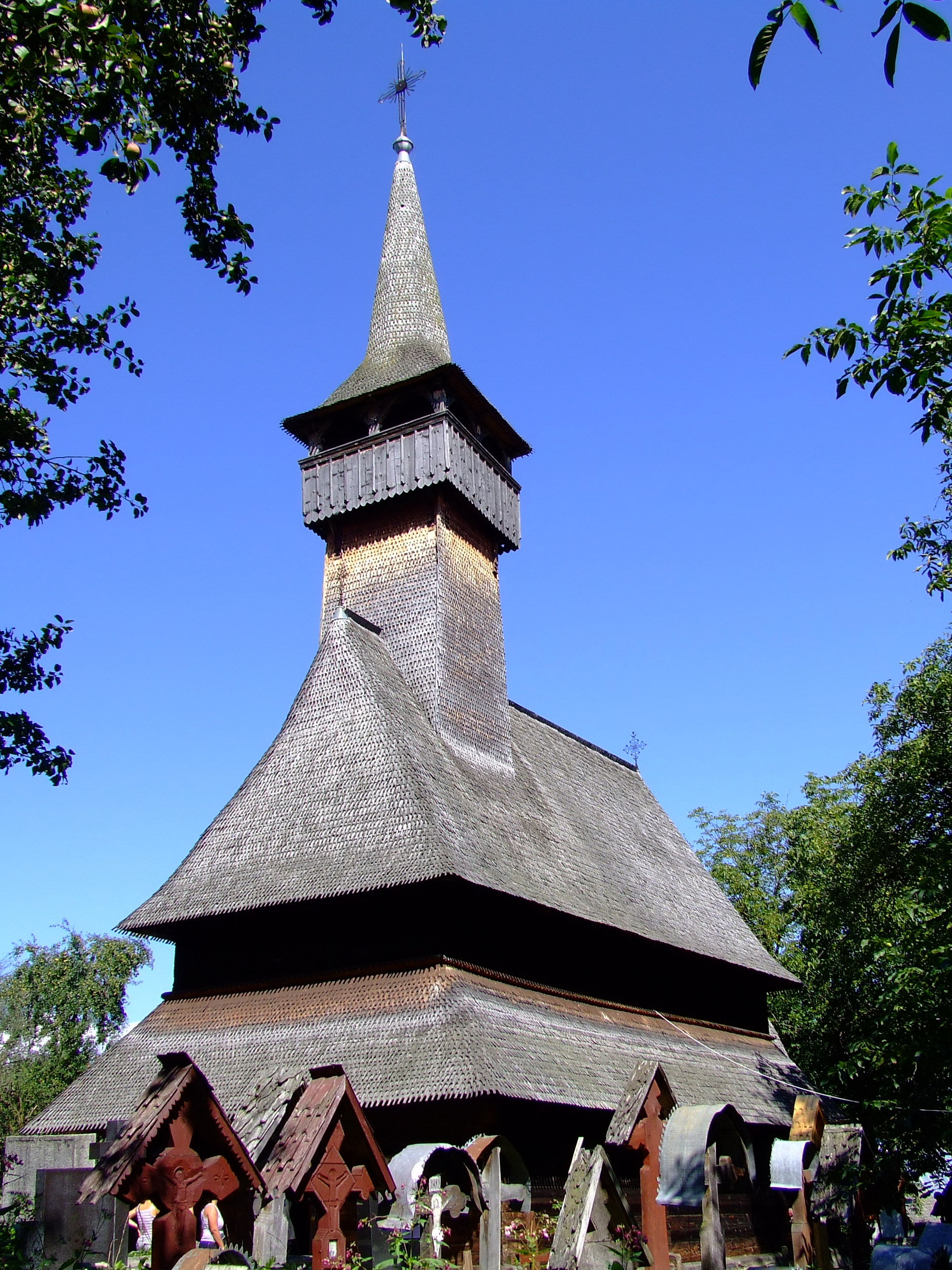
Cerkiew w Ieud – widoczny m.in. dach pulpitowy pokrywający uskok ściany oraz wysoka iglica
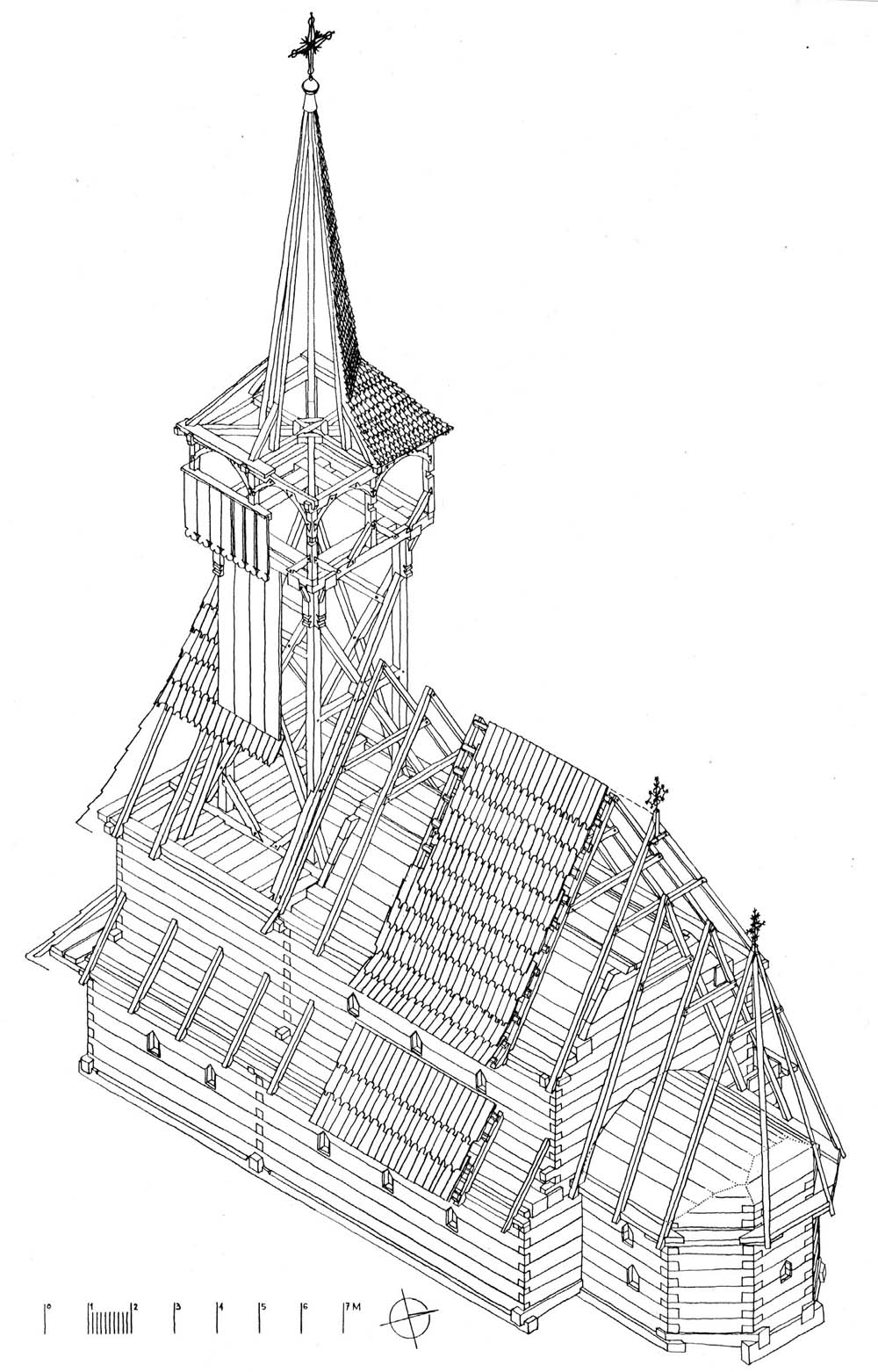
Cerkiew w Ieud – schemat konstrukcyjny
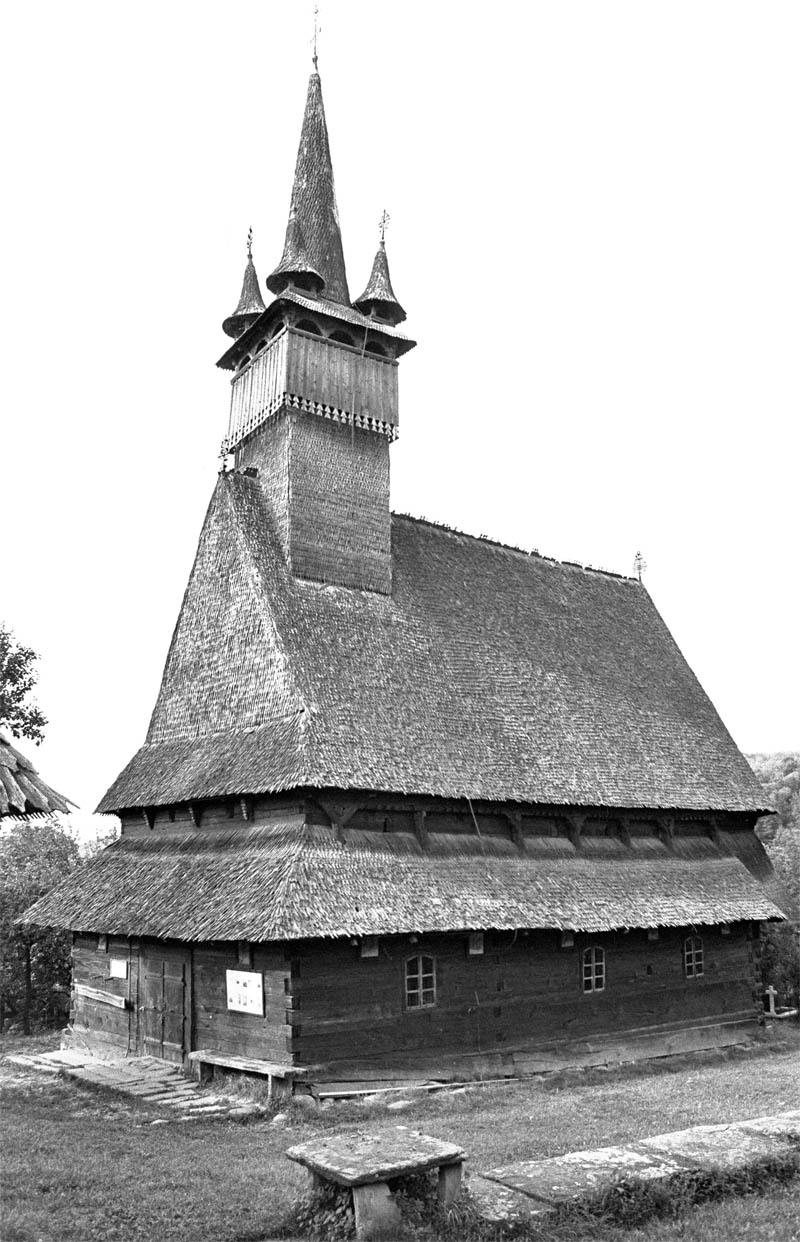
Cerkiew w Budești – widoczny m.in. dach pulpitowy pokrywający uskok ściany oraz wieżyczki otaczające iglicę
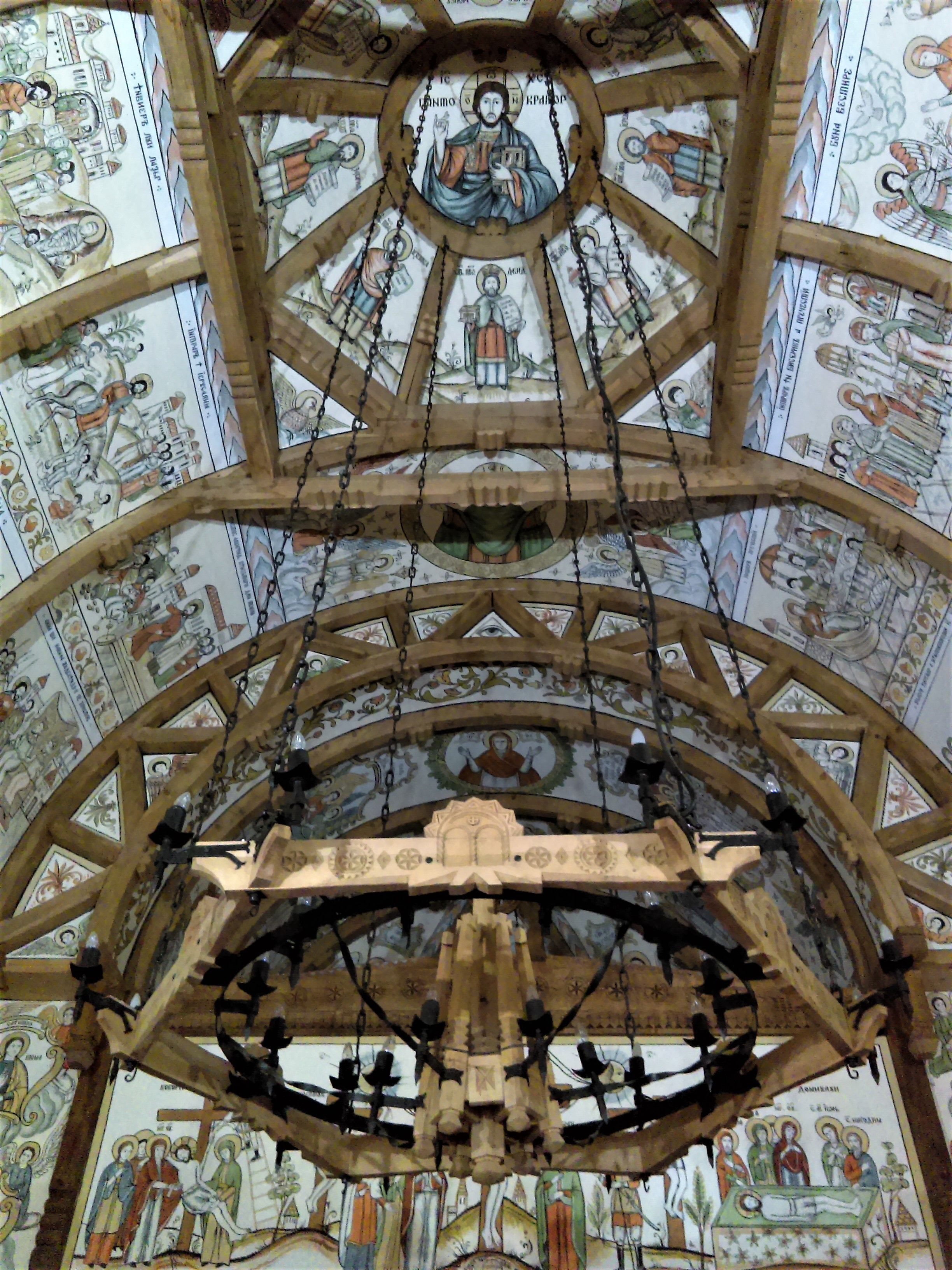
Wnętrze cerkwi w Bârsana
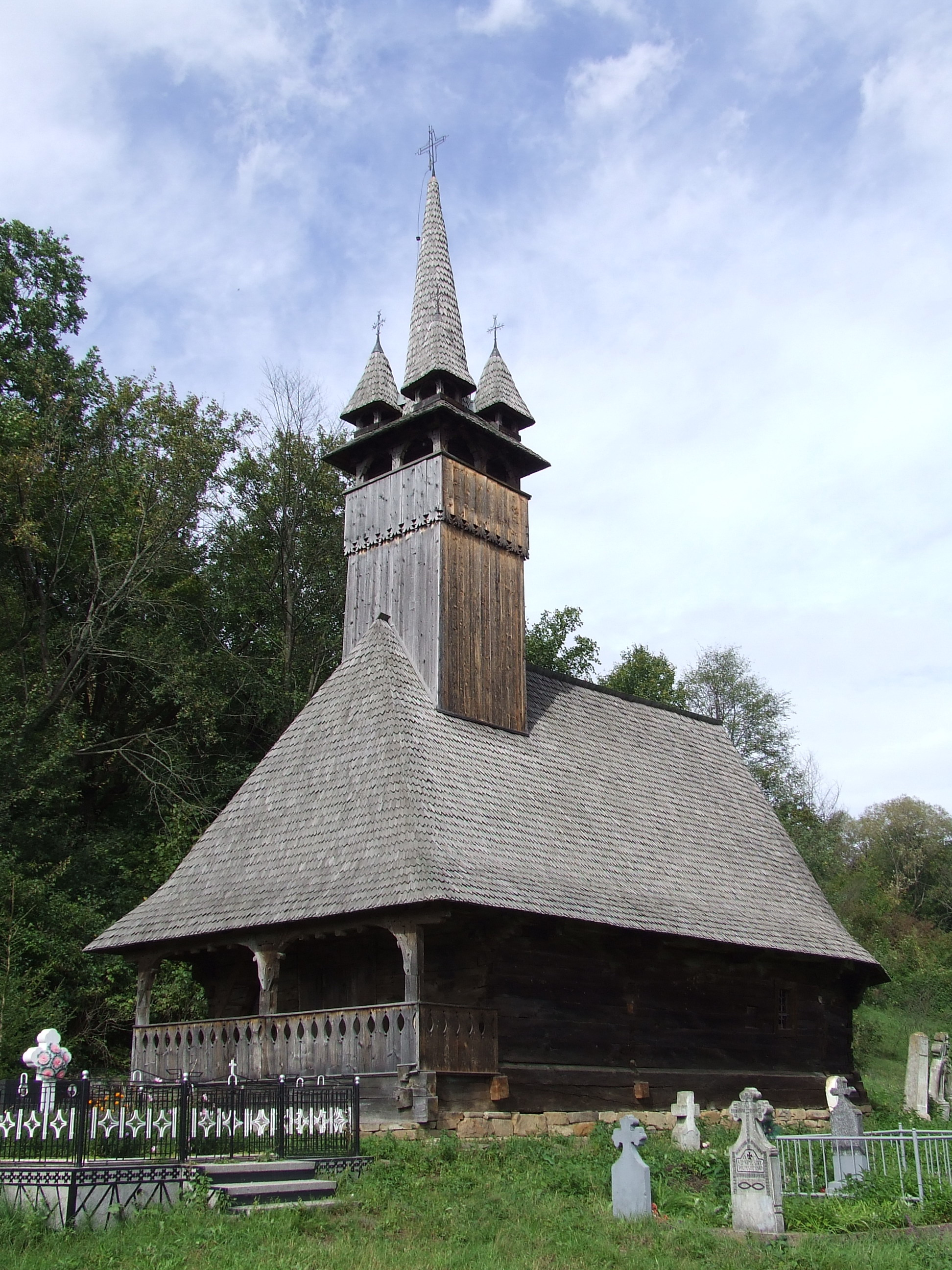
Cerkiew w Glod – widoczny m.in. podcień od zachodu oraz wieżyczki otaczające iglicę
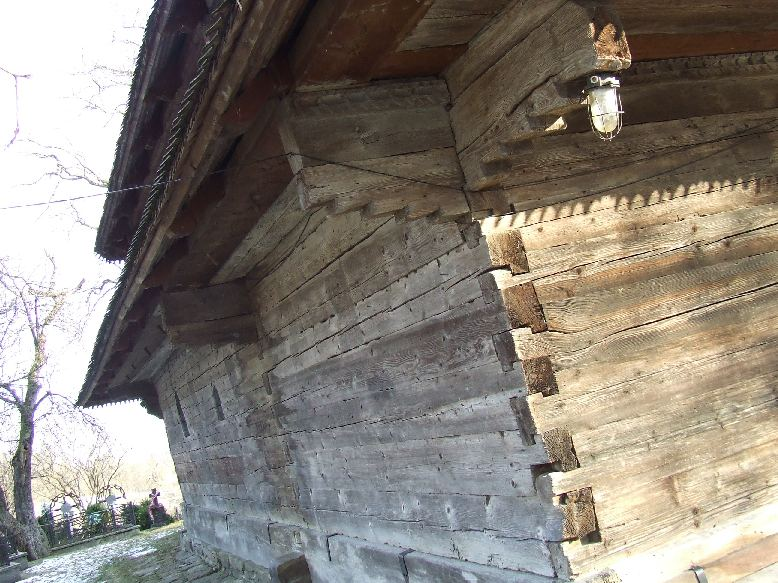
Cerkiew w Desești – zrębowa konstrukcja świątyni
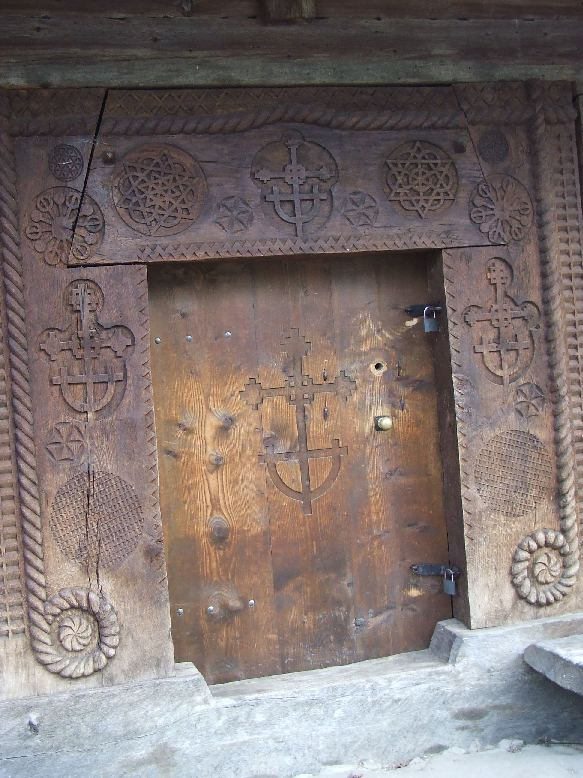
Cerkiew w Budești – zdobiony portal
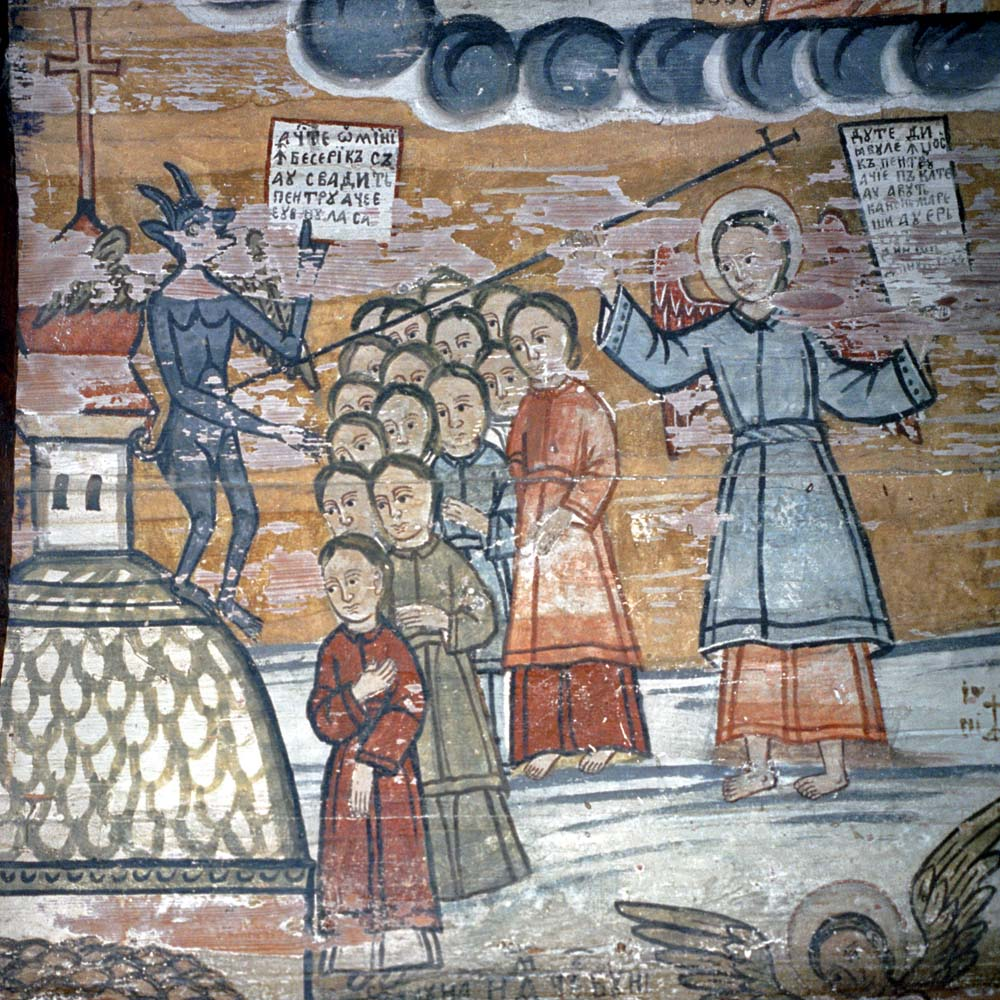
Cerkiew w Ieud – malowidła w przednawiu, fragment sceny Sądu Ostatecznego